# Krvavčji Vrh
Krvávčji Vŕh je naselje v Sloveniji.
V vasi se nahaja cerkev sv. Florijana.

## Nastanek imena
Krvavčji Vrh naj bi bil ob napadu Turkov v 1. polovici 16. stoletja razrušen in požgan z Metliko in okoliškimi vasmi vred. Vaščani naj bi se takrat branili izza obzidja vaške cerkvice, vendar so jih Turki premagali in pobili. Vrtača je bila, po ljudskem pripovedovanju, polna krvi, po kateri je vas kasneje dobila svoje ime. Sprva se je imenovala Krvavi Vrh, pozneje pa so jo vaščani preimenovali v Krvavčji Vrh. Draga pa se še danes imenuje Klofučka draga.